# Noblesse
Mit Noblesse [noˈblɛs] (französisch von lateinisch nobilis = Adliger, ein Angehöriger der alten römischen Führungsschicht, welche die höchsten Staatsämter im antiken Rom bekleidete) bezeichnete man den französischen Adel, d. h. sowohl den Geburtsadel (noblesse de race), den Briefadel (noblesses par lettres), als auch der dem dritten Stand zugeordnete Amts- und Dienstadel (noblesse de robe), welcher lediglich teilweise erblich war. Im Zuge der Französischen Revolution hob man 1789 die alten Adelstitel in Frankreich auf. Sie wurden jedoch 1814 unter Ludwig XVIII. erneuert.